# Горний (Сургутський район)
Го́рний (рос. Горный) — селище у складі Сургутського району Ханти-Мансійського автономного округу Тюменської області, Росія. Входить до складу Ситомінського сільського поселення.
Населення — 164 особи (2010, 214 у 2002).
Національний склад станом на 2002 рік: росіяни — 83 %.